# Africae munus
Africae munus (Compromisso da África) é a terceira exortação apostólica pós-sinodal emitida pelo Papa Bento XVI. Foi assinado em 19 de novembro de 2011 no Benim.